# بيل س. ديفيس
بيل س. ديفيس (بالإنجليزية: Bill C. Davis)‏ هو كاتب مسرحي أمريكي، ولد في 1952 في إيلنفيل في الولايات المتحدة.

## وصلات خارجية
- بيل ديفيس على موقع IMDb (الإنجليزية)
- بيل ديفيس على موقع قاعدة بيانات برودواي على الإنترنت (الإنجليزية)
- بيل ديفيس على موقع قاعدة بيانات الفيلم (الإنجليزية)